# Sonde lambda

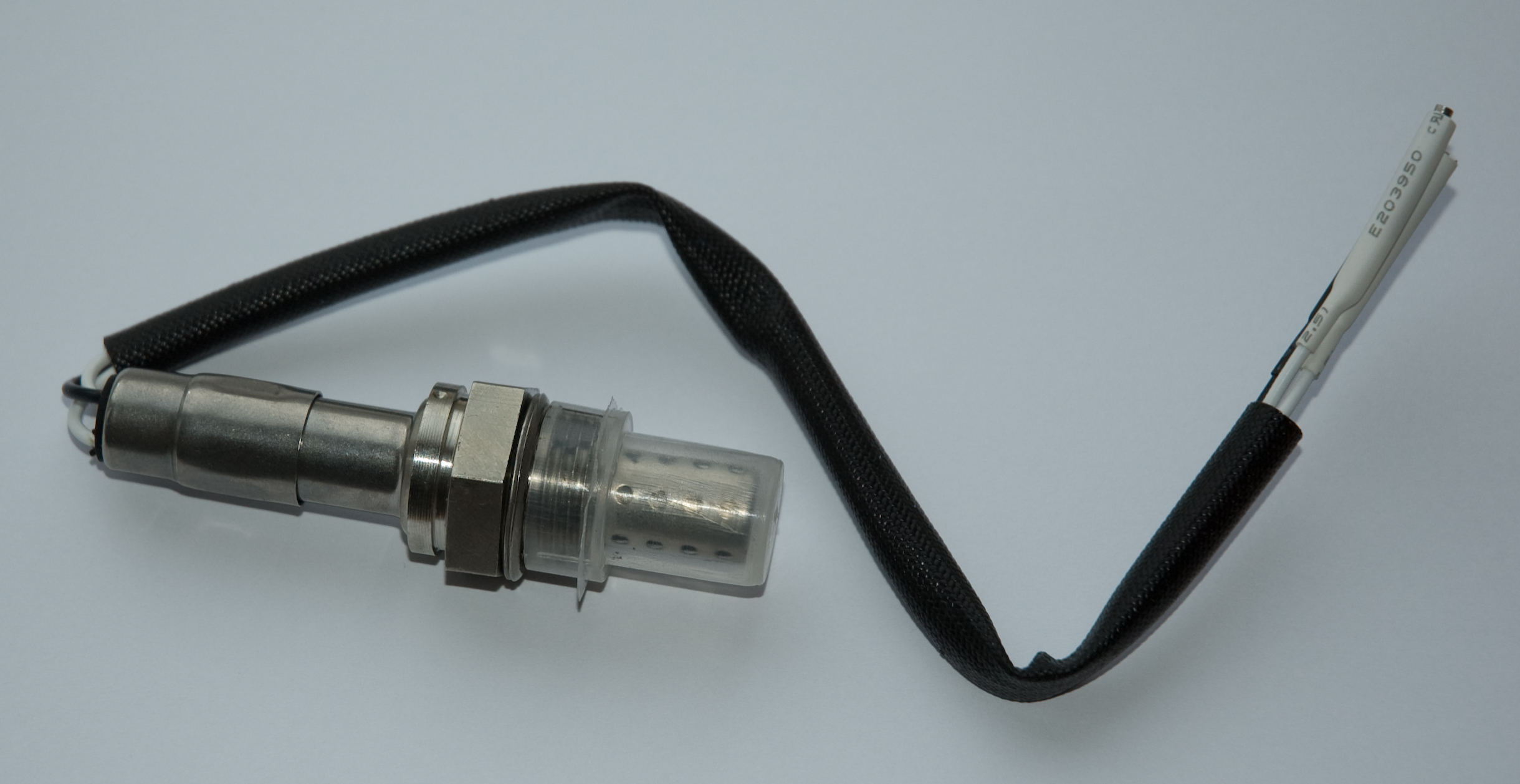
Sonde lambda pour Volvo 240.

Une sonde lambda aussi appelée sonde à oxygène est un capteur destiné à mesurer le taux de dioxygène d’un gaz,. Elle est souvent installée dans l’échappement des moteurs thermiques afin de contrôler la qualité de la combustion en mesurant la teneur en oxygène des gaz rejetés. Le terme « lambda » correspond à la lettre de l'alphabet grec λ qui est souvent utilisée comme nom de variable pour le rapport de mélange d'un moteur.

## Histoire
Elle a été mise au point à la fin des années 1960 par la société Robert Bosch GmbH.
En 1976, le constructeur automobile Volvo est le premier à implanter ce capteur sur un véhicule de série. Son utilisation permettant un contrôle plus précis de l'alimentation en carburant du moteur, assurant une réduction importante des émissions polluantes.
Volvo a abandonné ses droits de brevet sur cette invention. L'utilisation de ce capteur s'est donc rapidement généralisée et la société Bosch a dépassé le milliard d'unités produites en 2016. La California Air Resources Board considère cette invention comme « L'innovation la plus significative de l'histoire de l'automobile en matière de contrôle des émissions. »

## Application à l'automobile
Au début des années 1970, les premiers pots catalytiques apparaissent sur les moteurs à allumage commandé (moteur à essence), ils doivent éliminer les polluants émis par le moteur, c'est-à-dire les hydrocarbures imbrûlés, le monoxyde de carbone et les oxydes d'azote (NOx). Pour que le fonctionnement du catalyseur soit optimal, il est nécessaire que le rapport entre la quantité d'air et la quantité de carburant soit proche de la stœchiométrie (ce qui correspond à un rapport massique air : essence égal à 14,7:1). Pour optimiser ce rapport, on utilise une boucle de régulation :
- la sonde lambda est placée sur la ligne d'échappement, entre le collecteur d'échappement et le pot catalytique. Elle permet de mesurer la quantité de dioxygène résiduelle dans les gaz d'échappement ;
- ses mesures sont envoyées au calculateur d'injection qui calcule la quantité de carburant à injecter pour que le rapport de mélange air : carburant soit le meilleur compromis entre puissance, consommation et émissions polluantes.

La quantité de combustible à injecter est différente selon la charge du moteur, la pression atmosphérique ou la température de l’air et du moteur. La sonde lambda est donc primordiale pour que le moteur soit le plus efficace possible, mais aussi pour l’environnement. Cela permet un faible niveau de rejets polluants et éventuellement une consommation réduite. Avec le temps, sous l'effet de la chaleur, de la poussière et de l'humidité, ces capteurs s'usent, ce qui peut entraîner une perte de puissance du véhicule.
Depuis le début des années 2000 (véhicules compatibles avec les normes Euro 3 et E-OBD et les suivantes), en plus de cette sonde (dite « amont »), une seconde sonde est placée en aval du pot catalytique, afin d'optimiser son efficacité en permanence.

## Principe de fonctionnement

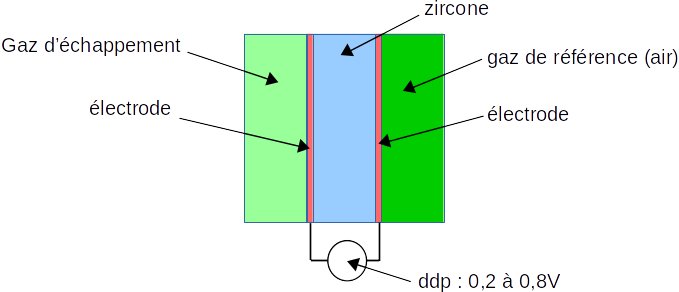
Principe de fonctionnement d'une sonde lambda.

L'élément actif de la sonde est la zircone (ZrO2), utilisée dans une cellule électrochimique.
La zircone, sous forme monoclinique, se transforme en une structure cubique à partir de 1 173 °C. Si on introduit des cations un peu plus gros que le cation Zr4+, on peut stabiliser la structure cubique. Le cation le plus couramment utilisé est celui de l'yttrium Y3+ mais on peut aussi utiliser du calcium ou du magnésium. On parle de zircone stabilisée à l'oxyde d'yttrium ou zircone yttriée. Sous cette forme, elle permet la diffusion des ions O2−. Le principe de la sonde lambda est de mettre en contact le cristal de zircone yttriée avec une certaine pression partielle de dioxygène, on observe alors la formation d'anions O2− et d'électrons.
La sonde lambda mesure la différence de potentiel entre la face de la zircone en contact avec les gaz d'échappement, et la face en contact avec un gaz de référence (de l'air). Deux électrodes en platine permettent de mesurer la différence de potentiel. Ces électrodes sont poreuses pour permettre au dioxygène d'atteindre la surface de la zircone. On peut ainsi calculer la concentration en oxygène dans les gaz d'échappement. Une différence de potentiel faible (environ 0,2 V) correspond à une concentration en dioxygène dans les gaz d'échappement assez élevée (rapport de mélange élevé correspondant à un mélange pauvre en combustible, peu polluant), alors qu'une différence de potentiel plus élevée (environ 0,8 V) montre que la concentration en dioxygène est très faible (rapport de mélange faible correspondant à un mélange riche, combustion incomplète).
Le capteur est très sensible dans le domaine où le rapport de mélange correspond à la stœchiométrie, ce qui le rend particulièrement efficace pour les moteurs à allumage commandé. Depuis le début des années 1990, des capteurs utilisant deux cellules électrochimiques couplées sont utilisés pour des rapports de mélange élevés tels que ceux utilisés dans les moteurs Diesel.